# Tortura a Espanya
La tortura a l'Estat espanyol és un fet documentat, investigat i denunciat per organitzacions internacionals com l'ONU i Amnistia Internacional. Aquesta última ha denunciat també la impunitat que sembla emparar els qui cometen aquestes violacions de drets humans.
Es calcula que més de 7000 ciutadans bascos podrien haver estat torturats a l'Estat espanyol durant les dècades posteriors a la reforma política postfranquista.

## Informes de l'ONU sobre la tortura a l'Estat espanyol
Theo van Boven, relator de l'ONU per a la tortura, va sol·licitar acudir a l'Estat espanyol davant l'abundant nombre de denúncies de tortura (110 en 2002). El Govern espanyol, tot i que va al·legar que sospitava que una part significativa de les denúncies procedia de l'entorn d'Herri Batasuna, no va posar cap impediment per a la visita. Van Boven va realitzar una visita a l'Estat espanyol del 5 al 10 d'octubre del 2003, durant la qual va realitzar diversos viatges al País Basc i a Madrid i es va reunir amb les autoritats espanyoles, representants dels partits polítics amb representació en el Parlament Basc i diferents organitzacions. El 6 de febrer del 2004 va publicar el seu informe, en el qual expressava que la tortura o els maltractaments no eren sistemàtics a l'Estat espanyol, i va negar que aquestes pràctiques fossin regulars, però que segons la seva opinió podria ser «més que esporàdica i incidental» i que «no es poden considerar una invenció les denúncies de maltractaments realitzades per persones acusades de terrorisme en Espanya». Va assenyalar que en la pràctica, el sistema legal permetia l'ocurrència de tortura o maltractaments, en particular en el cas de persones detingudes en règim d'incomunicació per activitats considerades terroristes. A causa d'això últim, va donar diversos consells per fer que les autoritats aconseguissin major credibilitat, com ara eliminar els períodes d'incomunicació dels detinguts o enregistrar en vídeo els interrogatoris. El Govern espanyol va rebutjar les recomanacions de l'informe i el va qualificar de «fals», considerant que les seves conclusions «manquen de rigor i fonament».
L'1 de setembre del 2004, Van Boven va fer públic un altre informe sobre tortura i maltractaments; aquest informe, a diferència de l'anterior, no tractava només sobre l'Estat espanyol. En aquest segon informe, com a relator especial, va agrair al Govern espanyol la cooperació brindada durant la seva missió i va concloure que la tortura i els maltractaments no són pràctiques sistemàtiques a l'Estat espanyol. Tot i així, estimava que es podrien donar casos aïllats de tortura, ja que les mesures de seguretat no eren del tot eficients.
Al maig del 2008 es va produir una nova visita, aquesta vegada de Martin Scheinin, que es va reunir amb representants del Govern espanyol i del Govern Basc, així com funcionaris dels ministeris de Justícia, Interior i Defensa, associacions de víctimes del terrorisme i advocats, presos d'ETA i persones que havien denunciat tortures i maltractaments en comissaries. En les seves valoracions provisionals, el relator va sol·licitar de nou a les autoritats espanyoles la derogació del règim d'incomunicació dels detinguts, ja que comporta una situació «que pot facilitar que es cometin actes de tortura i maltractaments». Assenyala, a més a més, que «no només comporta un risc que es produeixi un tractament prohibit, sinó que exposa Espanya a acusacions de tortures i, per consegüent, resta legitimitat a la seva actuació antiterrorista». Va demanar també la generalització de l'ús del "Protocol Garzón", que preveu que un detingut incomunicat sigui sotmès a videovigilància constant i sigui examinat per un metge de la seva elecció. D'aquesta manera, es previndrien els maltractaments i quedaria lliure de sospita «qualsevol agent de les forces de l'ordre a que pogués haver estat acusat injustificadament de conducta impròpia». El relator també es va mostrar preocupat pel fet que els sospitosos de terrorisme mantinguts en incomunicació «formulin
contínuament denúncies de tortura o altres formes de maltractaments». Les autoritats espanyoles van justificar aquest fet afirmant que les denúncies de tortura són «una estratègia dissenyada per ETA per restar solidesa a les proves obtingudes durant la investigació de delictes de terrorisme».
Theo Van Boven, ja exrelator, va emetre un comunicat el 25 de maig del 2009 en relació amb el judici a onze presumptes col·laboradors d'ETA per l'Audiència Nacional espanyola, entre les quals hi ha Unai Romano, que va denunciar haver estat torturat durant la seva incomunicació en dependències de la Guàrdia Civil i la fotografia del qual amb el rostre inflat i moradenc, presa a l'hospital, va ser profusament difosa pels mitjans de comunicació. Les denúncies de Romano van esgotar les vies judicials espanyoles sense aconseguir cap condemna, davant la qual cosa Unai Romano va presentar una denúncia en el Tribunal Europeu de Drets Humans d'Estrasburg, a l'octubre del 2008. Van Boven va citar el cas de Romano en reiterar les seves conclusions a l'informe del 2004 sobre la tortura a l'Estat espanyol: «les pràctiques de tortura o tractaments cruels, inhumans o degradants continuen succeint a l'Estat espanyol de manera més que esporàdica o incidental». També va recordar que l'Estat espanyol, com a Estat signant de la Convenció Contra la Tortura de l'ONU, ha d'assegurar que tota persona que al·legui haver patit tortures ha de poder denunciar-les i el seu cas ha de ser examinat amb rapidesa i imparcialitat i que qualsevol declaració que hagi sigut obtinguda sota tortura no pot ser usada com a evidència en cap procediment judicial.

## Valoracions i casos
Amnistia Internacional afirma en el seu últim informe «Sal en la ferida» que, si bé les denúncies de tortures no són habituals, tampoc no constitueixen un cas aïllat, i enumera una sèrie de defectes de les administracions que permeten que els casos de suposada tortura continuïn essent denunciats. Entitats com Human Rights Watch no confirmen la tortura.
Gesto por la Paz de Euskal Herria i partits polítics com Izquierda Unida, PNB o Eusko Alkartasuna mantenen reserves sobre la majoria de les denúncies, encara que donen credibilitat a alguns casos, fins i tot sentència ferma, quan el detingut surt del període d'incomunicació amb lesions que han estat font de gran controvèrsia per a l'opinió pública (com en el cas d'Unai Romano) o quan la víctima té un ampli prestigi social (com en el cas de Martxelo Otamendi, director d'Egunkaria). Com a argument contra la credibilitat d'aquestes denúncies hi ha qui assenyala que els manuals d'instrucció d'ETA intervinguts per la policia durant determinades detencions aconsellen els seus membres denunciar les tortures rebudes si són detinguts, perquè "aparegui en la denúncia el que ens han fet". En qualsevol cas, més de 7000 bascos podrien haver estat torturats en trenta anys fins al 2007.
El gener del 2008 es va trobar en poder dels militants d'ETA Igor Portu i Martín Sarasola (el primer d'ells ingressat en l'UCI l'endemà de la seva detenció) un manual titulat Atxiloketari Aurre Eginez, 2º zkia (Fent front a la detenció, segon volum), en el qual es comunica als membres de l'organització armada: "Sigues llest, no seràs retornat un altre cop a comissaria (...). El pitjor ja ha passat. Per tant, digues al forense que escrigui que t'han torturat tant físicament com psicològica". Després de l'interrogatori a mans de la policia i arribats a l'Audiència Nacional, "el malson s'ha acabat", els militants no seran retornats a "mans de l'enemic", i es recomana que diguin: "Tot allò declarat en dependències policials és mentida. Són declaracions fetes sota tortura".
El ministre de l'Interior Alfredo Pérez Rubalcaba subratlla que s'investiguen totes les denúncies, ja que "els primers interessats en que aquestes investigacions es porten a terme" són, segons ell, el Govern i la Guàrdia Civil. Tanmateix, des de l'esquerra abertzale s'assenyala que de les porques vegades que hi ha hagut investigació i posterior judici demostratiu de les tortures, els jutjats han estat finalment absolts o condemnats a penes ridícules i amb el temps condecorats o ascendits, i posa com a exemple la mort sota tortures de Joxe Arregi. Amnistia Internacional ha demanat al president espanyol José Luis Rodríguez Zapatero que posi en pràctica un "Mecanisme Nacional de Prevenció de la Tortura", per adequar-se al compromís adquirit per l'Estat espanyol en ratificar el Protocol Facultatiu per a la prevenció de la Tortura. En el mateix comunidat, va demanar l'eliminació de la incomunicació i l'"establiment per llei d'investigacions rigoroses i eficaces de les denúncies de tortures i maltractaments a mans d'agents estatals, evitant que quedin impunes".
La tasca d'Amnistia Internacional també ha estat criticada. Per exemple, el 1985, el llavors Secretari General del Partit Socialista d'Euskadi - Euskadiko Ezkerra Ricardo García Damborenea va fer esclatar la polèmica en declarar: "No he vist Amnistia Internacional preocupar-se pels drets d'una sola víctima del terrorisme (...). Tanmateix, són capaços d'esvalotar a redoblament de tambor si a un terrorista que té catorze morts a l'esquena un guàrdia civil li dona una bufetada"
En la seva sentència del cas Egunkaria, l'Audiència Nacional espanyola va admetre que la incomunicació podia facilitar la tortura i va afirmar que en la valoració de les declaracions dels processats, té especial rellevància que les denúncies d'aquests sobre maltractaments i tortures patits durant la detenció incomunicada, que van ser relatades amb detall en la vista oral i abans davant l'instructor i objecte de denúncia en els tribunals, són compatibles amb el que s'ha exposat en els informes medicoforenses emesos després de ser reconeguts en el centre de detenció, si bé el Tribunal no pot arribar a conclusions juridicopenalment rellevants sobre el particular, tret de constatar que no va haver-hi un control judicial suficient i eficient de les condicions de la incomunicació.
Els detinguts per l'Atemptat de la Terminal 4 de Barajas, Igor Portu i Mattin Sarasola, van denunciar que havien estat torturats per la Guàrdia Civil. Aquesta acusació va ser tramitada i quinze guàrdies civils van ser imputats. Finalment, el 30 de desembre del 2010, l'Audiència Provincial de Guipúscoa va condemnar quatre guàrdies civils a 4 anys i 6 mesos de presó per un delicte de tortures greus als militants d'ETA.